# Je bent een koning
Je bent een koning is een lied ter gelegenheid van de inhuldiging van koning Willem-Alexander, geschreven en uitgevoerd door de Utrechtse zangers Allard Amelink en Huib Verhoeven.
Oud-geschiedenisstudent Amelink en oud-rechtenstudent Verhoeven schreven het lied na de aankondiging van de abdicatie van koningin Beatrix; het was bedoeld als hart onder de riem voor Willem-Alexander en niet als alternatief Koningslied. In Je bent een koning, een zinsnede die in sommige studentenkringen in Nederland gebruikt wordt om iemand mee aan te duiden die iets bijzonders of ludieks heeft gedaan, representeert Willem-Alexander ludieke en bekende 'typisch Nederlandse' zaken en personen uit heden en verleden, zoals: 'patat met appelmoes'; een 'Brabo, Drent en Fries'; 'mijter, staf en baard' (van Sinterklaas); en 'Toon Hermans in Carré'.
Het lied werd op 18 april 2013 op YouTube geplaatst. Vier dagen later, op 22 april, was het filmpje al meer dan 500.000 keer bekeken. Die dag werd het lied op iTunes uitgebracht. Het stond enkele dagen op nummer vijf in de lijst van meest populaire liedjes op iTunes.
Kranten en tijdschriften besteedden er vanaf de dag na de plaatsing aandacht aan en het werd aangeprezen als alternatief voor het officiële Koningslied, waar veel kritiek op was. Er volgden interviews op radio en televisie.
Op 24 april werd bekend dat op de dag van de troonswisseling naast het officiële Koningslied Je bent een koning zal worden gespeeld op het carillon van de Domtoren van Utrecht. Op 25 april stond het nummer in de Mega Top 5 van radiozender 3FM.

## Hitnoteringen

### Nederlandse Single Top 100
| Hitnotering: 27-04-2013 t/m | Hitnotering: 27-04-2013 t/m | Hitnotering: 27-04-2013 t/m | Hitnotering: 27-04-2013 t/m | Hitnotering: 27-04-2013 t/m | Hitnotering: 27-04-2013 t/m | Hitnotering: 27-04-2013 t/m | Hitnotering: 27-04-2013 t/m | Hitnotering: 27-04-2013 t/m | Hitnotering: 27-04-2013 t/m | Hitnotering: 27-04-2013 t/m | Hitnotering: 27-04-2013 t/m | Hitnotering: 27-04-2013 t/m | Hitnotering: 27-04-2013 t/m | Hitnotering: 27-04-2013 t/m | Hitnotering: 27-04-2013 t/m | Hitnotering: 27-04-2013 t/m | Hitnotering: 27-04-2013 t/m | Hitnotering: 27-04-2013 t/m | Hitnotering: 27-04-2013 t/m | Hitnotering: 27-04-2013 t/m |
| Week:                       | 1                           | 2                           | 3                           | 4                           | 5                           | 6                           | 7                           | 8                           | 9                           | 10                          | 11                          | 12                          | 13                          | 14                          | 15                          | 16                          | 17                          | 18                          | 19                          | 20                          |
| --------------------------- | --------------------------- | --------------------------- | --------------------------- | --------------------------- | --------------------------- | --------------------------- | --------------------------- | --------------------------- | --------------------------- | --------------------------- | --------------------------- | --------------------------- | --------------------------- | --------------------------- | --------------------------- | --------------------------- | --------------------------- | --------------------------- | --------------------------- | --------------------------- |
| Positie:                    | 18                          | 30                          |                             |                             |                             |                             |                             |                             |                             |                             |                             |                             |                             |                             |                             |                             |                             |                             |                             |                             |